# Repêchage d'expansion de la LNH 1993
Ne pas confondre avec le repêchage d'entrée dans la LNH 1993.
1992 1998
Le repêchage d'expansion de la LNH de 1993 finalisa l'entrée en scène dans la Ligue nationale de hockey des Panthers de la Floride et des Mighty Ducks d'Anaheim au début de la saison 1993-1994 de la LNH.

## Le repêchage

### Choix des Mighty Ducks d'Anaheim
| Rang | Joueur           | Position | Repêché de             |
| ---- | ---------------- | -------- | ---------------------- |
| 2    | Guy Hebert       | G        | Blues de Saint-Louis   |
| 3    | Glenn Healy      | G        | Islanders de New York  |
| 6    | Ron Tugnutt      | G        | Oilers d'Edmonton      |
| 8    | Alexeï Kasatonov | D        | Devils du New Jersey   |
| 11   | Sean Hill        | D        | Canadiens de Montréal  |
| 14   | Bill Houlder     | D        | Sabres de Buffalo      |
| 16   | Bobby Dollas     | D        | Red Wings de Détroit   |
| 17   | Randy Ladouceur  | D        | Whalers de Hartford    |
| 19   | David Williams   | D        | Sharks de San José     |
| 22   | Dennis Vial      | D        | Lightning de Tampa Bay |
| 23   | Mark Ferner      | D        | Sénateurs d'Ottawa     |
| 26   | Steven King      | AD       | Rangers de New York    |
| 28   | Troy Loney       | A        | Penguins de Pittsburgh |
| 29   | Stu Grimson      | AG       | Blackhawks de Chicago  |
| 31   | Tim Sweeney      | AG       | Bruins de Boston       |
| 34   | Terry Yake       | C        | Whalers de Hartford    |
| 36   | Jarrod Skalde    | C        | Devils du New Jersey   |
| 37   | Bob Corkum       | C        | Sabres de Buffalo      |
| 39   | Anatoli Semionov | C        | Canucks de Vancouver   |
| 42   | Joe Sacco        | AD       | Maple Leafs de Toronto |
| 44   | Lonnie Loach     | AG       | Kings de Los Angeles   |
| 45   | Jim Thomson      | AD       | Kings de Los Angeles   |
| 47   | Trevor Halverson | AG       | Capitals de Washington |
| 49   | Robin Bawa       | AD       | Sharks de San José     |

### Choix des Panthers de la Floride
| Rang | Joueur              | Position | Repêché de             |
| ---- | ------------------- | -------- | ---------------------- |
| 1    | John Vanbiesbrouck  | G        | Canucks de Vancouver   |
| 4    | Mark Fitzpatrick    | G        | Nordiques de Québec    |
| 5    | Daren Puppa         | G        | Maple Leafs de Toronto |
| 7    | Milan Tichy         | D        | Blackhawks de Chicago  |
| 10   | Paul Laus           | D        | Penguins de Pittsburgh |
| 12   | Joe Cirella         | D        | Rangers de New York    |
| 13   | Oleksandr Hodyniouk | D        | Flames de Calgary      |
| 15   | Gord Murphy         | D        | Stars de Dallas        |
| 18   | Steve Bancroft      | D        | Jets de Winnipeg       |
| 20   | Stéphane J. Richer  | D        | Bruins de Boston       |
| 21   | Gord Hynes          | D        | Flyers de Philadelphie |
| 24   | Tom Fitzgerald      | C/AD     | Islanders de New York  |
| 25   | Jesse Bélanger      | C        | Canadiens de Montréal  |
| 27   | Scott Levins        | C        | Jets de Winnipeg       |
| 30   | Scott Mellanby      | AD       | Oilers d'Edmonton      |
| 32   | Brian Skrudland     | C        | Flames de Calgary      |
| 33   | Mike Hough          | AG       | Capitals de Washington |
| 35   | Dave Lowry          | AG       | Blues de Saint-Louis   |
| 38   | Bill Lindsay        | AG       | Nordiques de Québec    |
| 40   | Andreï Lomakine     | AD       | Flyers de Philadelphie |
| 41   | Randy Gilhen        | C        | Lightning de Tampa Bay |
| 43   | Doug Barrault       | AG       | Stars de Dallas        |
| 46   | Marc Labelle        | AG       | Sénateurs d'Ottawa     |
| 48   | Pete Stauber        | AG       | Red Wings de Détroit   |